# Torre Cartagena
La torre Cartagena es una torre vigía ubicada junto al yacimiento de Carteia, en el municipio de San Roque (Cádiz, España). Fue construida por los árabes en el siglo XIII, formando parte de un hisn nazarí. Es bien de interés cultural desde 2007.

## Historia
La Torre Cartagena se erigió en el siglo XIII,
para defender las fronteras del reino nazarí, tras un tratado entre el sultán nazarí Muhammad II y el meriní Abu Yusuf en el año 1275. Para su ubicación, se eligió el punto de mayor altura de la antigua ciudad de Carteia, lugar que debía estar abandonado en esos momentos. 
Las fuentes escritas indican que el hisn pasó a manos cristianas en el año 1342, tras un pequeño asedio, siendo propiedad de la Corona de Castilla. Se constata su uso hasta mediados del siglo XV por motivos militares y estratégicos, mientras que algunos estudios realizados documentan su funcionamiento hasta mediados del siglo XVII, o incluso en el siglo XVIII, cuando fue ocupada por un pequeño destacamento militar, manteniéndose su ocupación hasta fines del siglo XIX.

## Descripción
La torre presenta una estructura exenta, de planta rectangular, a la que se adosan los lienzos norte y oeste del recinto amurallado posterior. Se levanta sobre la orilla del mar y sobre el cauce del río Guadarranque, configurándose como un excepcional otero que permitía una excelente visual de toda la bahía de Algeciras hasta punta Carnero, así como del camino hacia la serranía de Ronda y hacia la ciudad de Málaga, a través de los altos de Sierra Carbonera. 
Fundamentalmente de esta almenara se conserva su parte inferior y media, apreciándose incluso los restos del primitivo pavimento. En su construcción se utilizó la piedra caliza fosilífera y también la arenisca, usando el sillarejo de forma general, así como sillares rectangulares para su base y las esquinas. Siguiendo el esquema de aparejo típicamente nazarí, las lajas de piedra formaron hiladas horizontales con la misión de nivelar y evitar los problemas que conllevaría la variabilidad de formas y tamaños de las piedras, por lo que se alterna éstas con hiladas de sillarejos. Estos paramentos se revisten de un enlucido de color blanco y castaño anaranjado. El interior de la torre mantiene la tipología estructural utilizada en el mundo islámico, consistente en su división en dos estancias y terraza superior. Esta almenara se caracteriza porque el suelo de la estancia inferior se encuentra rebajado parcialmente en el sustrato geológico y por el uso del ladrillo macizo, dispuesto de canto, formando una cubierta con bóveda de cañón.